# Международная лига религиозных социалистов
Международная лига религиозных социалистов (англ. International League of Religious Socialists) — международная зонтичная организация религиозных социалистических движений. Основана в 1920-х годах.
Первоначально включала, главным образом, европейские группы христианских социалистов, позднее расширила свою деятельность на другие части света и на группы, имеющие связи с другими религиями. Объединяет организации из 20 стран Европы, Северной и Центральной Америк, Африки и Австралии, насчитывающие в своих рядах около 200 000 членов социалистических, социал-демократических и рабочих партий разных вероисповеданий.
Проводит международные семинары по социально-экономическим вопросам и конференции. Последний съезд состоялся в июне 2006 года в Осло (Норвегия).
Ассоциированный член Социалистического интернационала.
Ежеквартально издаёт журнал «Вера» (англ. Faith).

## Цели
Международная лига религиозных социалистов занимается решением вопросов глобализации, маргинализации и защиты прав человека, борется против религиозного фундаментализма, религиозно-политического экстремизма и использования религии в качестве инструмента политического консерватизма, за религиозное многообразие, социальное и экономическое равенства во всём мире, за ликвидацию бедности и против увеличивающегося социального, культурного и экономического разрыва между народами.

## Организации-члены[2]
- Австралия — Общество Эрнеста Бургманна (англ. Ernest Burgmann Society)
- Австрия — Ассоциация «Христианство и социализм» (нем. Arbeitsgemeinschaft Christentum der Sozialismus, ACUS)
- Великобритания — Левые христиане (англ. Christians on the Left)
- Коста-Рика — «Христиане за освобождение» (исп. Cristianos por la Liberacion)
- Доминиканская Республика — Национальный фронт поклонения (исп. Frente Nacional de Cultos)
- Финляндия — Христианская социал-демократическая ассоциация (фин. Kristillisten Sociolidemokraattinen Liitto)
- Германия — Лига религиозных социалистов и социалистов Германии (нем. Bund der Religiösen Sozialistinnen und Sozialisten Deutschlands e.V.)
- Венгрия — Секция религиозных социалистов ВСП
- Италия — Социальные христиане (итал. Cristiano Sociali, CS)
- Латвия — Латвийская христианская социал-демократическая организация
- Литва — Религиозные социал-демократы
- Нидерланды — Место встречи социализма и веры (нидерл. Trefpunt van Socialisme en Levensovertuiging)
- Норвегия — Христианские рабочие (норв. Kristne Arbeidere)
- Филиппины — «Помести свою руку на плечи другого» (себ. Akbayan)
- Южная Африка — Комиссия АНК по делам религий (англ. ANC Commission on Religious Affairs)
- Испания — Христиане в ИСРП (Cristianos en el PSOE)
- Шри-Ланка — Satyodaya
- Швеция — Братское движение (швед. Broderskapsrörelsen)
- Швейцария — Религиозно-социалистическая ассоциация Немецкой Швейцарии (нем. Religiös-Sozialistische Vereinigung der Deutschschweiz)
- США — Комиссия Демократических социалистов Америки «Религия и социализм» (англ. DSA Religion & Socialism Commission)